# (668643) 2012 DR30
(668643) 2012 DR30 は、太陽系外縁天体の1つである。
2012年の発見当時は、最も大きな軌道長半径と遠日点距離を持つ小惑星として知られていた（彗星ではもっと大きなものが多いので太陽系小天体で最大ではない）。現在計算されている軌道長半径は 1445±3 AUで冥王星の37倍・セドナの3倍、遠日点距離は 2876±6 AUで冥王星の58倍・セドナの3倍である。
2012年の発見当時から、最も軌道長半径と遠日点距離が大きい小惑星だった。当時計算された軌道長半径は1660億km (1100AU) 、遠日点距離は約3300億km (2200AU) だった。2013年に発見された 2013 BL76 に一度抜かれたが、2013 BL76 の軌道が下方修正された（軌道長半径 937±2 AU、遠日点距離 1866±4 AU）結果、現在では 2012 DR30 が上回っている。
2017年に発見された 2017 MB7（軌道長半径 1712±45 AU、遠日点距離 3419±89 AU）、2019年に発見された A/2019 K6（軌道長半径 1486±12 AU、遠日点距離 2968±24 AU）、同じくA/2019 T2（軌道長半径 1718±118 AU、遠日点距離 3433±235 AU）は、誤差がやや大きいがそれを考慮しても上回る可能性が高い。
ただし2020年現在でも、軌道の確かな（不確定パラメータ U≦1）小惑星では 2012 DR30 が最も大きな軌道長半径と遠日点距離を持つ。
近日点距離は 14.6 AU（誤差は非常に小さい）で、土星と天王星の中間に相当するが、軌道傾斜角が78度もあるため、天王星や海王星に近づくことはない。 
2012 DR30は、この長大な軌道を 54948±168 年もの時間をかけて公転している。2011年3月15日に近日点を通過したと計算されており、もし軌道が変わらなければ57000年ごろに近日点に戻ってくる。離心率は0.990と、彗星に似た軌道を持ち、(308933) 2006 SQ372 などのような内オールトの雲からきた可能性のある天体である。
2012 DR30は、軌道長半径が1000AU以上、遠日点距離が2000AU以上、公転周期が3万年以上の小惑星として 2005 VX3 に次いで2番目に発見された小惑星であった。2005 VX3 は軌道が下方修正されたため、実際にそうであった小惑星としては史上初となる。2020年現在でもこれに（誤差を考慮しても確実に）該当するのは、2012 DR30 と、先に述べた 2017 MB7、A/2019 K6、A/2019 T2 だけである。